# Hovedstadens Letbane
| |                      |                                    |                                    |
| |                      |                                    |                                    |
| Streckenlänge: | 28 km                |                                    |                                    |
| Spurweite: | 1435 mm (Normalspur) |                                    |                                    |
| Stromsystem: | 750 V =              |                                    |                                    |
| Streckengeschwindigkeit: | 70 km/h              |                                    |                                    |
| Zweigleisigkeit: | durchgehend          |                                    |                                    |
| |                      |                                    |                                    |
| \| \| \| Lundtofte \| \| \| \| \| Rævehøjvej \| \| \| \| \| Anker Engelunds Vej DTU \| \| \| \| \| Akademivej DTU \| \| \| \| \| Fortunbyen \| \| \| \| \| Lyngby Centrum \| \| \| \| \| Lyngby \| \| \| \| \| Gammelmosevej \| \| \| \| \| Buddinge \| \| \| \| \| Gladsaxe Rådhus \| \| \| \| \| Gladsaxevej \| \| \| \| \| Gladsaxe Trafikplads \| \| \| \| \| Dynamovej \| \| \| \| \| Herlev Hospital \| \| \| \| \| Herlev Bymidte \| \| \| \| \| Herlev \| \| \| \| \| Herlev Syd \| \| \| \| \| Betriebswerk und Zugdepot \| \| \| \| \| Rødovre Nord \| \| \| \| \| Glostrup Ejby \| \| \| \| \| Glostrup Nord (Hersted) \| \| \| \| \| Glostrup Hospital (Rigshospitalet) \| \| \| \| \| Glostrup \| \| \| \| \| Kirkebjerg \| \| \| \| \| Brøndbyvester \| \| \| \| \| Delta Park \| \| \| \| \| Vallensbæk \| \| \| \| \| Strandhaven \| \| \| \| \| Ishøj Strand ARKEN \| \| \| \| \| Ishøj \| \| \| \| \| \| \| \| Quellen: [1] \| \| \| \| |                      |                                    |                                    |
| U-Bahn-Kopfbahnhof Streckenanfang (Strecke außer Betrieb) |                      | Lundtofte                          | Lundtofte                          |
| U-Bahn-Haltepunkt / Haltestelle (Strecke außer Betrieb) |                      | Rævehøjvej                         | Rævehøjvej                         |
| U-Bahn-Haltepunkt / Haltestelle (Strecke außer Betrieb) |                      | Anker Engelunds Vej DTU            | Anker Engelunds Vej DTU            |
| U-Bahn-Haltepunkt / Haltestelle (Strecke außer Betrieb) |                      | Akademivej DTU                     | Akademivej DTU                     |
| U-Bahn-Haltepunkt / Haltestelle (Strecke außer Betrieb) |                      | Fortunbyen                         | Fortunbyen                         |
| U-Bahn-Haltepunkt / Haltestelle (Strecke außer Betrieb) |                      | Lyngby Centrum                     | Lyngby Centrum                     |
| U-Bahn-Haltepunkt / Haltestelle (Strecke außer Betrieb) |                      | Lyngby                             | Lyngby                             |
| U-Bahn-Haltepunkt / Haltestelle (Strecke außer Betrieb) |                      | Gammelmosevej                      | Gammelmosevej                      |
| U-Bahn-Haltepunkt / Haltestelle (Strecke außer Betrieb) |                      | Buddinge                           | Buddinge                           |
| U-Bahn-Haltepunkt / Haltestelle (Strecke außer Betrieb) |                      | Gladsaxe Rådhus                    | Gladsaxe Rådhus                    |
| U-Bahn-Haltepunkt / Haltestelle (Strecke außer Betrieb) |                      | Gladsaxevej                        | Gladsaxevej                        |
| U-Bahn-Haltepunkt / Haltestelle (Strecke außer Betrieb) |                      | Gladsaxe Trafikplads               | Gladsaxe Trafikplads               |
| U-Bahn-Haltepunkt / Haltestelle (Strecke außer Betrieb) |                      | Dynamovej                          | Dynamovej                          |
| U-Bahn-Haltepunkt / Haltestelle (Strecke außer Betrieb) |                      | Herlev Hospital                    | Herlev Hospital                    |
| U-Bahn-Haltepunkt / Haltestelle (Strecke außer Betrieb) |                      | Herlev Bymidte                     | Herlev Bymidte                     |
| U-Bahn-Haltepunkt / Haltestelle (Strecke außer Betrieb) |                      | Herlev                             | Herlev                             |
| U-Bahn-Haltepunkt / Haltestelle (Strecke außer Betrieb) |                      | Herlev Syd                         | Herlev Syd                         |
| U-Bahn-Betriebs-/Güterbahnhof Streckenanfang und quer (Strecke außer Betrieb) · U-Bahn-Abzweig geradeaus, nach rechts und von rechts (Strecke außer Betrieb) |                      | Betriebswerk und Zugdepot          | Betriebswerk und Zugdepot          |
| U-Bahn-Haltepunkt / Haltestelle (Strecke außer Betrieb) |                      | Rødovre Nord                       | Rødovre Nord                       |
| U-Bahn-Haltepunkt / Haltestelle (Strecke außer Betrieb) |                      | Glostrup Ejby                      | Glostrup Ejby                      |
| U-Bahn-Haltepunkt / Haltestelle (Strecke außer Betrieb) |                      | Glostrup Nord (Hersted)            | Glostrup Nord (Hersted)            |
| U-Bahn-Haltepunkt / Haltestelle (Strecke außer Betrieb) |                      | Glostrup Hospital (Rigshospitalet) | Glostrup Hospital (Rigshospitalet) |
| U-Bahn-Abzweig geradeaus, nach links und von links (Strecke außer Betrieb) · U-Bahn-Kopfbahnhof Streckenende und quer (Strecke außer Betrieb) |                      | Glostrup                           | Glostrup                           |
| U-Bahn-Haltepunkt / Haltestelle (Strecke außer Betrieb) |                      | Kirkebjerg                         | Kirkebjerg                         |
| U-Bahn-Haltepunkt / Haltestelle (Strecke außer Betrieb) |                      | Brøndbyvester                      | Brøndbyvester                      |
| U-Bahn-Haltepunkt / Haltestelle (Strecke außer Betrieb) |                      | Delta Park                         | Delta Park                         |
| U-Bahn-Haltepunkt / Haltestelle (Strecke außer Betrieb) |                      | Vallensbæk                         | Vallensbæk                         |
| U-Bahn-Haltepunkt / Haltestelle (Strecke außer Betrieb) |                      | Strandhaven                        | Strandhaven                        |
| U-Bahn-Haltepunkt / Haltestelle (Strecke außer Betrieb) |                      | Ishøj Strand ARKEN                 | Ishøj Strand ARKEN                 |
| U-Bahn-Kopfbahnhof Streckenende (Strecke außer Betrieb) |                      | Ishøj                              | Ishøj                              |
| |                      |                                    |                                    |
| Quellen: |                      |                                    |                                    |

Hovedstadens Letbane ist ein in Bau befindliches dänisches straßenbahnähnliches Stadtbahnsystem. Es wird aus einer zweigleisigen Strecke zwischen den Städten Lyngby im Nordosten und Ishøj im Südwesten in der Hauptstadtregion am Rand von Kopenhagen bestehen.
Die Strecke hat eine Länge von 28 Kilometern und wird 29 Haltestellen umfassen. An sechs Haltestellen besteht Umsteigemöglichkeit zu S-tog. Die Inbetriebnahme wird ab 2025 erwartet. Die ersten Testfahrten auf der Strecke fanden am 14. August 2024 statt.

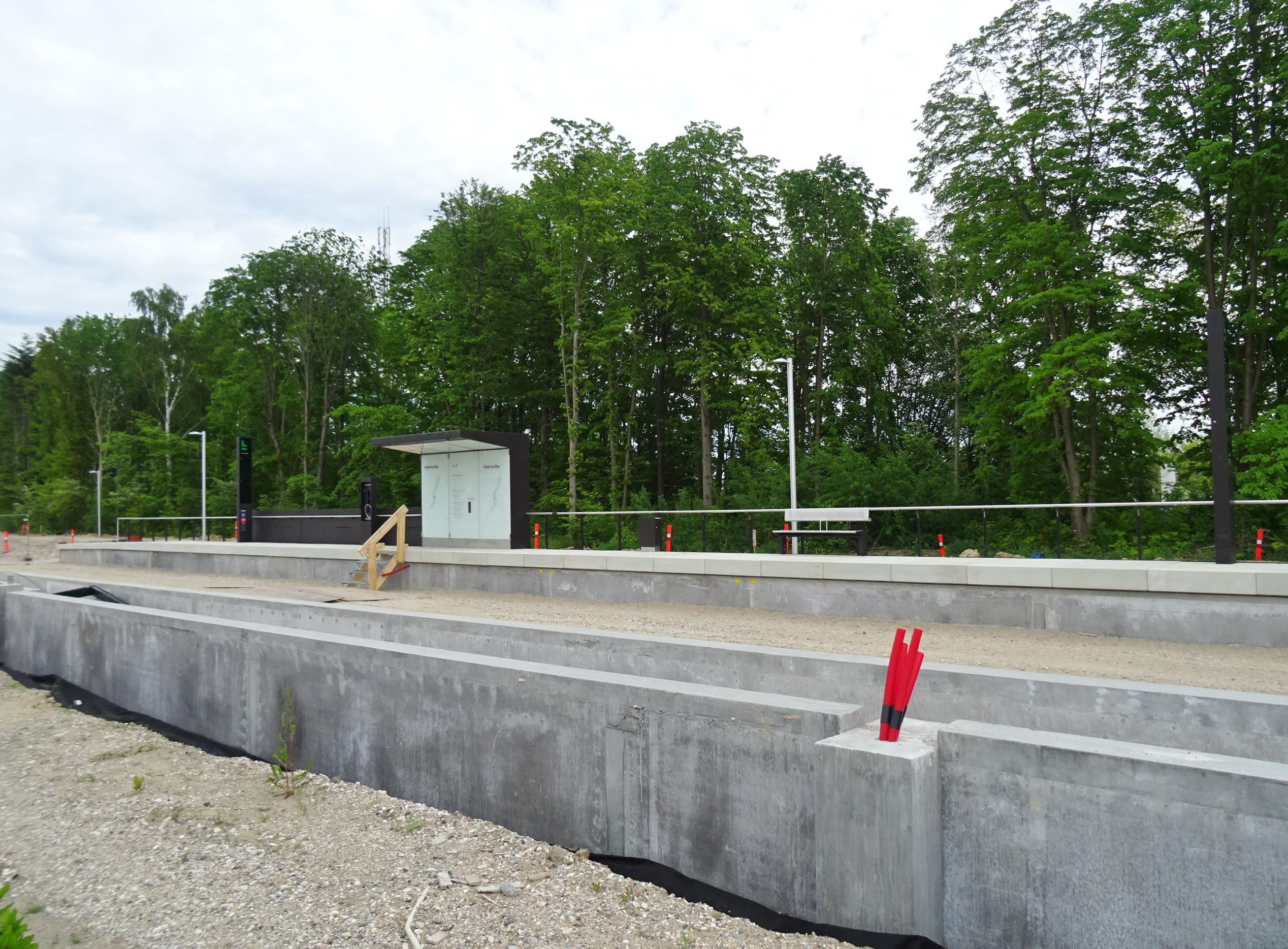
Haltestelle Glostrup Ejby im Bau (Sommer 2021)

Der 9000 m² große Betriebshof (dänisch Kontrol- og Vedligeholdelsescenter) befindet sich in Glostrup in der Nähe der Haltestelle Rødovre Nord und wurde am 18. September 2022 erstmals der Öffentlichkeit vorgestellt.
In der Planungsphase wurde wegen des teilweise parallelen Verlaufs zum Motorring 3 auch der Name Ring 3 Letbane verwendet.

## Zeitplan
Für den Bau wurde folgender Zeitplan festgelegt:
- 2011: Kooperationsabkommen zwischen den beteiligten Kommunen, der Hauptstadtregion und dem Verkehrsministerium (Transportministeriet)
- 2013: Der Untersuchungsbericht wird veröffentlicht
- 2013: Grundsatzvereinbarung zwischen den beteiligten Kommunen, der Region Hovedstaden und dem Verkehrsministerium
- 2014: Verabschiedung der Gesetze für die Planung und die Gründung des Unternehmens
- 2014: Gründung der Firma Ring 3 Letbane I/S (jetzt Hovedstadens Letbane)
- 2014: Beauftragung der VVM-Untersuchungen (Vurdering af Virkninger på Miljøet – Umweltprüfung)
- 2015: Ausführungsvorschlag
- 2015: Vorstellung des VVM-Berichtes und dessen öffentliche Konsultation
- 2016: Feststellung des Baurechts für die im Folgenden offiziell Hovedstadens Letbane genannte Maßnahme
- 2016: Treffen mit Landbesitzern im Hinblick auf den Grunderwerb
- 2016–2017: Ausschreibung für Bau- und Betriebsaufträge
- 1. Quartal 2018: Endgültige Genehmigung des Projekts durch den Eigentümer und Abschluss der Verträge
- 2018–2020: Grunderwerbsaktionen
- 2018: Beginn der Umbauarbeiten bei der vorhandenen Verkabelung, Kanalarbeiten und weitere Vorarbeiten
- 2019: offizieller Baubeginn
- 2022: Baubeginn der Schienenstrecke
- 2024: Beginn von Testfahrten
- 2025: Voraussichtliche Eröffnung des südlichen Stadtbahnabschnitts
- 2026: Voraussichtliche Eröffnung des nördlichen Stadtbahnabschnitts

## Fahrzeuge
Es werden 29 vierteilige Gelenktriebwagen vom Typ Siemens Avenio mit 64 Sitz- und 199 Stehplätzen, die täglich rund 44.000 Fahrgäste befördern können, zum Einsatz kommen. Jeder Zug wird 2,65 Meter breit, 37 Meter lang und 3,5 Meter hoch sein. Die Züge können mit 80 km/h fahren, werden aber in der Praxis auf dem Abschnitt zwischen Lyngby und Ishøj maximal 70 km/h fahren.

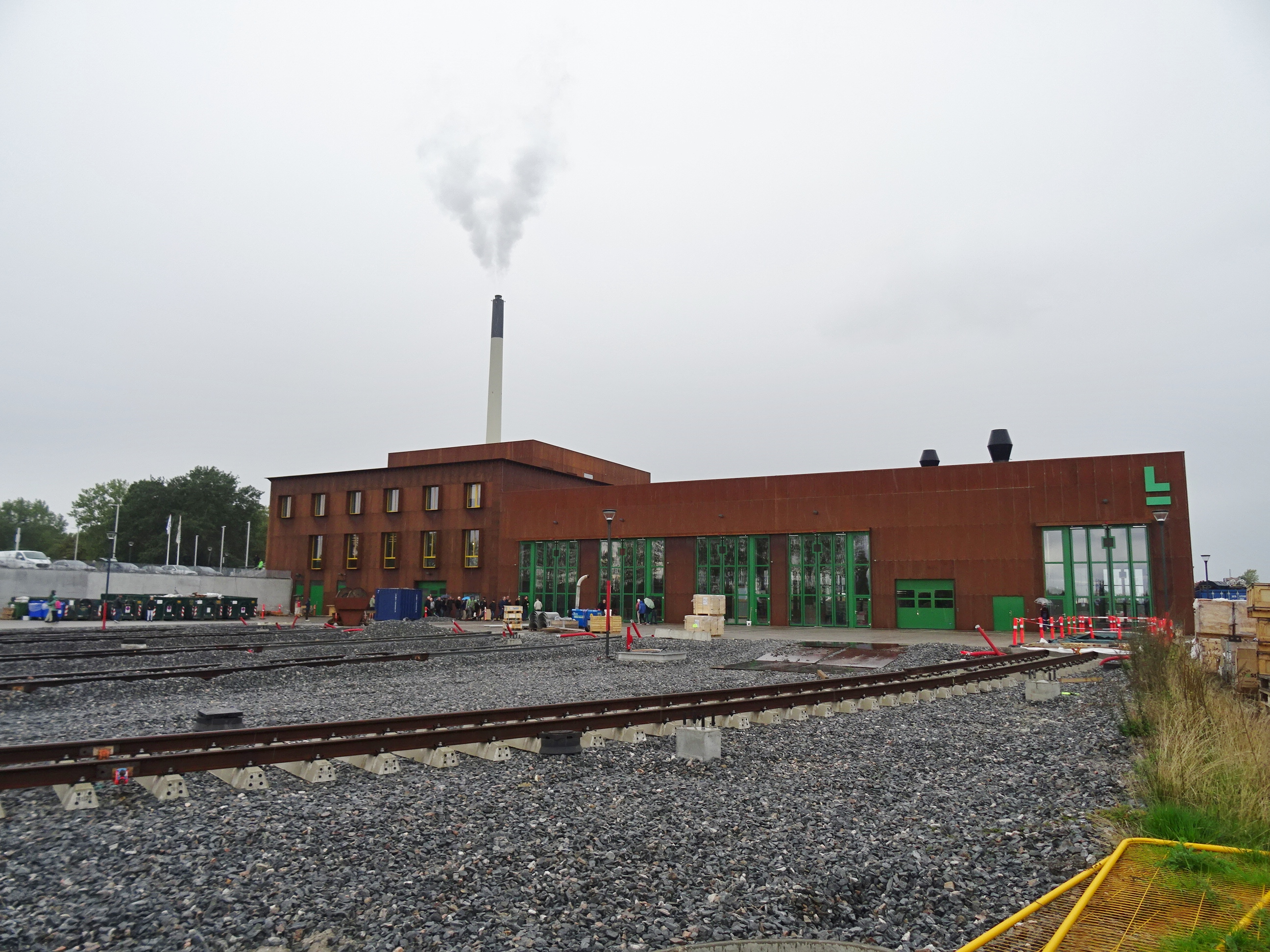
Kontrol- og vedligeholdelsescenter (Betriebshof, 2022)

Am 23. August 2023 wurde der erste, im Januar 2023 im Siemens-Werk in Kragujevac in Serbien, gefertigte Triebzug in Glostrup angeliefert, der zuvor im Prüfcenter Wegberg-Wildenrath getestet wurde. Seit Herbst 2023 wird im Abstand von etwa einem Monat ein neuer Zug ausgeliefert. Der Bau eines Zuges dauert etwa sechs Monate. Am 14. August 2024 waren insgesamt 14 Fahrzeuge ausgeliefert.